# رئوس مطالب اسلام

## مذاهب اسلام
- اسلام - مذاهب اسلامی –
  - سنی –
    - سنی –
      - مذهب –
        - حنفی –
        - مالکی –
        - شافعی –
        - حنبلی –
          -             - سلفی‌گری –

  - خوارج –
  - شیعه - رافضی –
    - تقیه –
    - شیعه دوازده‌امامی –
      - اصول دین –
      - فروع دین –
      - Usooli –
      - اخباری‌گری –
      - شیخیه –

    - اسماعیلیه –
      - حشاشین –
      - خلافت فاطمیان –
        - مستعلیه –
          - Dawoodi Bohras –

    - علویان (ترکیه) –
    - زیدیه –
      - قرمطیان –
      - دروز –

  - تصوف –
  - خوارج –
    - اباضیه –

  - احمدیه –
  - قرآنیان –

## جهان اسلام
- فهرست کشورها بر پایه جمعیت مسلمان –
  - اسلام در اروپا –
    - اسلام در انگلستان –

  - اسلام در آسیا –
    - اسلام در کره –
    - اسلام در ایران –

## تاریخ اسلام
Main article: تاریخ اسلام

## درجات
- - شیعه –
    - مرجع تقلید –
      - فهرست مراجع تقلید شیعه –

    - درجات حوزه علمیه –
      - فهرست آیت‌الله‌ها –

## کتب
- فهرست متون اسلامی –
  - قرآن - سوره - آیه –
    - تفسیر قرآن - تفسیر قرآن –
    - واقع گرایی قرآن –
    - نسخ در قرآن –
    - شأن نزول –

  - حدیث –
    - علم حدیث - علم رجال - علم رجال –
    - علم حدیث –
    - حدیث –
    - حدیث –
      - صحیح بخاری –
      - نهج‌البلاغه –

## اجتماع
- - ازدواج در اسلام –
    - عقدنامه ازدواج در اسلام –
    - ازدواج در اسلام –
      - ازدواج مسیار –
      - محلل –
      - نکاح عرفی –

    - متعه –
    - ولیمه –
    - امور جنسی در اسلام –
    - زندگی زناشویی در اسلام وسنت –
    - طلاق &ndas

## حقوق
- - ولی (اسلام) –
  - اصول فقه –
  - فقه –
  - احکام اسلام –
  - فتوا –

## الهیات
- - صحابه –
  - مهدی –
  - امامت –
  - خلافت –

## نقد
- - نقد اسلام –
  - غرانیق –

## نبردها
- - غزوه بدر –
  - غزوه مؤته –
  - غزوه احد –
  - فتح مکه –
  - غزوه حنین –
  - غدیر خم –
  - جانشینی محمد –

## اماکن
- - حرم علی بن ابی‌طالب –
  - کعبه –
  - مکه –

## اقتصاد
- - ربا –
  - وقف –
  - بانکداری اسلامی –

## گروه‌های نظامی
- - سپاه صحابه –
  - حزب‌الله لبنان –

### اسلام گرایی
- خلافت
- مردم‌سالاری اسلامی
- اجماع (فقه)
- گاه‌شماری هجری قمری
- جمهوری اسلامی
- حکومت اسلامی
- جهاد
- احکام اسلام
- شورا
- امت
- پان‌اسلامیسم

## عبادت
- وضو –
- نماز (اسلام) –
- غسل (اسلام) –
- حج –
  - عمره –
  - احرام –

## شخصیت‌های اسلامی
- اهل بیت –
- عایشه –
- علی بن ابی‌طالب - بن ابی طالب –
- خلافت –
  - خلفای فاطمی
- عبیدالله مهدی –
- صحابه –
- عمار یاسر –
- تابعین –
- سعید بن جبیر –
- Taba Tabe'een –
- عمر بن خطاب –
- امهات‌المؤمنین –

## اسلام و پیامبران
- پیامبران در اسلام –
  - نوح (نوح)
  - ابراهیم (ابراهیم)
  - موسی (موسی)
  - عیسی (عیسی)
  - محمد –

## دانشمندان و وعاظ اسلامی
- - علمای اسلامی  –
  - دانشمندان مسلمان - رده:عالمان مسلمان –
    - محمد بخاری –
      - صحیح بخاری –

    - مسلم بن حجاج نیشابوری –
      - صحیح مسلم –

    - ابوداوود سلیمان –
      - سنن ابوداود –

    - ابوعیسی محمد ترمذی –
      - سنن ترمذی –

    - احمد بن شعیب نسائی –
      - سنن نسایی –

    - ابن ماجه –
      - سنن ابن ماجه –

    - احمد بن حنبل –
      - Musnad Ahmad ibn Hanbal –
      - حنبلی –
      - Hazrat Sayed Ahmad Shah Sirikuti
      - Hazrat Syed Mohammad Tayyab Shah

    - ابوحنیفه نعمان بن ثابت –
    - محمد بن ادریس شافعی –
    - عبدالعزیز بن باز –
    - ذاکر نائیک –
    - مالک بن انس –
    - ابن عبدربه –
    - Yusuf Estes –
    - احمد دیدات –
    - هارون یحیی –
    - Yusuf Estes –
    - عبدالله یوسف‌علی –
    - محمد مارمادوک پیکتال –
    - Muhammad Asadullah Al-Ghalib –

  - Converted Muslim scholars –
    - Bilal Philips –
    - محمد مارمادوک پیکتال –

  - Western Muslim scholars –
    - ویلفرد مادلونگ –